# 普会寺镇
普会寺镇，是中华人民共和国河南省驻马店市确山县下辖的一个乡镇级行政单位。2016年12月30日，驻马店市人民政府发布了撤销确山县普会寺乡建立普会寺建制镇的通知。

## 行政区划
普会寺镇下辖以下地区：
普会寺村、白山村、张营村、钱沟村、姚庄村、樊店村、宋楼村、马沟村、袁庄村和台子坡村。